# 주의표지

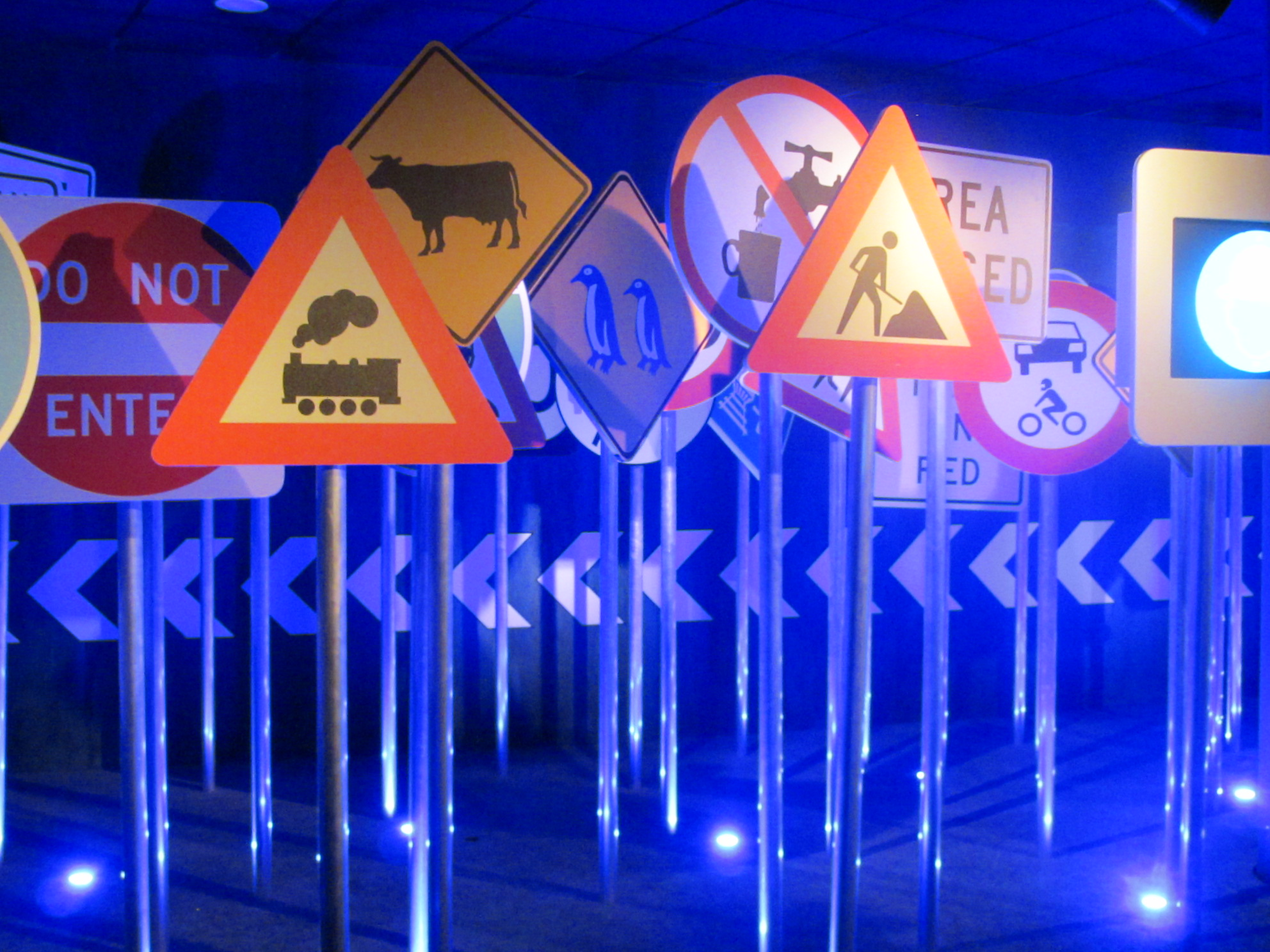
여러 경고표지

(역사적인)

주의표지(注意標識)는 도로 교통표지판 중 하나로, 위험한 상황을 알린다.

## 같이 보기
- 위험물 표식
- 일방통행
- 도로전광표지